# Nawar Mahmoud
 (janvier 2017).
Pour les articles homonymes, voir Mahmoud.
Nawar Ali Al-Mahmoud (en arabe : نوار علي آل محمود) est une personnalité politique bahreïnie. Il est membre du Conseil de la Choura.

## Biographie
Nawar Al-Mahmoud est né dans la capitale bahreïnie, Manama. Il a obtenu son baccalauréat en administration des affaires de l'université des Émirats arabes unis à Al-Aïn en 1982 et son MBA de l'université de Glamorgan au Royaume-uni en 2000.
Il travaille à l'institution de la trésorerie, au Bahreïn, de 1982 à 1983, puis comme analyste financier en chef au ministère des Finances et de l'Économie nationale de 1983 à 1992. Ensuite, il travaille comme chef des affaires financières du secrétariat général du Conseil de la Choura de 1993 à 2002. Mahmoud devient secrétaire général adjoint pour les ressources humaines et financières des services du secrétariat du Conseil des représentants (Majlis an-Nouwab), la chambre basse de l'Assemblée nationale, de 2002 à 2006.
Puis il travaille en tant que secrétaire général du Conseil des représentants de 2006 à 2014. Il est nommé membre du Conseil de la Choura en décembre 2014[réf. nécessaire].